# Zdzisław Jary
Zdzisław Jary (ur. 25 marca 1960 w Kędzierzynie-Koźlu) – polski geograf, profesor nauk o Ziemi, dziekan Wydziału Nauk o Ziemi i Kształtowania Środowiska Uniwersytetu Wrocławskiego w latach 2012–2016.

## Życiorys
W 1983 ukończył studia na Uniwersytecie Wrocławskim, na którym został zatrudniony 1984r.   Doktoryzował się w 1993 na podstawie rozprawy zatytułowanej Chronostratygrafia oraz warunki sedymentacji lessów Polski południowo-zachodniej na przykładzie Płaskowyżu Głubczyckiego i Wzgórz Trzebnickich, której promotorem był prof. Leszek Baraniecki. Stopień naukowy doktora habilitowanego uzyskał w 2008 r. na UWr na podstawie rozprawy pt. Zapis zmian klimatu w górnoplejstoceńskich sekwencjach lessowo-glebowych w Polsce i w zachodniej części Ukrainy. Tytuł profesora nauk o Ziemi otrzymał 19 grudnia 2014.
Zawodowo związany z Uniwersytetem Wrocławskim, na którym zajmuje stanowisko profesora. W 2007 został kierownikiem Zakładu Geografii Fizycznej. Uczestnik wyprawy polarnej w 1986r. Organizator dwóch ekspedycji naukowych do Kazachstanu w latach 2007 i 2010. Szef komitetu organizacyjnego Międzynarodowych Sympozjów Lessowych w latach 1993, 1999, 2004, 2008, 2011, 2014, 2024. W latach 2010-2012 był Dyrektorem Międzywydziałowego Studium Ochrony Środowiska UWr. W kadencji 2012–2016 pełnił funkcję dziekana Wydziału Nauk o Ziemi i Kształtowania Środowiska.
Specjalizuje się w geologii i paleogeografii czwartorzędu, geomorfologii eolicznej i peryglacjalnej, geografii fizycznej oraz paleoklimatologii czwartorzędu. 
Opublikował ponad 300 prac, wypromował pięciu doktorów. W roku 2020 oraz w roku 2024 został wybrany na przewodniczącego Komitetu Badań Czwartorzędu PAN.   
Członek-założyciel oraz pierwszy prezes Stowarzyszenia Polska Unia Czwartorzędu POLQUA. Na Kongresie Międzynarodowej Unii Badań Czwartorzędu (INQUA) w Dublinie (2019) został wybrany wiceprezydentem Loess and Pedostratigraphy Working Group INQUA, a na kolejnym kongresie  w 2023 r w Rzymie - jej Prezydentem.  Od 2019 roku pełni funkcję Przewodniczącego Komitetu Nauk o Ziemi Polskiej Akademii Nauk, Oddział Wrocławski. Ponadto jest członkiem:  Polskiego Towarzystwa Geograficznego, Polskiego Towarzystwa Geologicznego, Stowarzyszenia Geomorfologów Polskich i Quaternary Research Association (QRA).  
W 2010 został odznaczony Srebrnym Krzyżem Zasługi, a w 2023 roku otrzymał Medal Komisji Edukacji Narodowej.